# Plectranthus welwitschii
Plectranthus welwitschii là một loài thực vật có hoa trong họ Hoa môi. Loài này được (Briq.) Codd miêu tả khoa học đầu tiên năm 1972.

## Hình ảnh

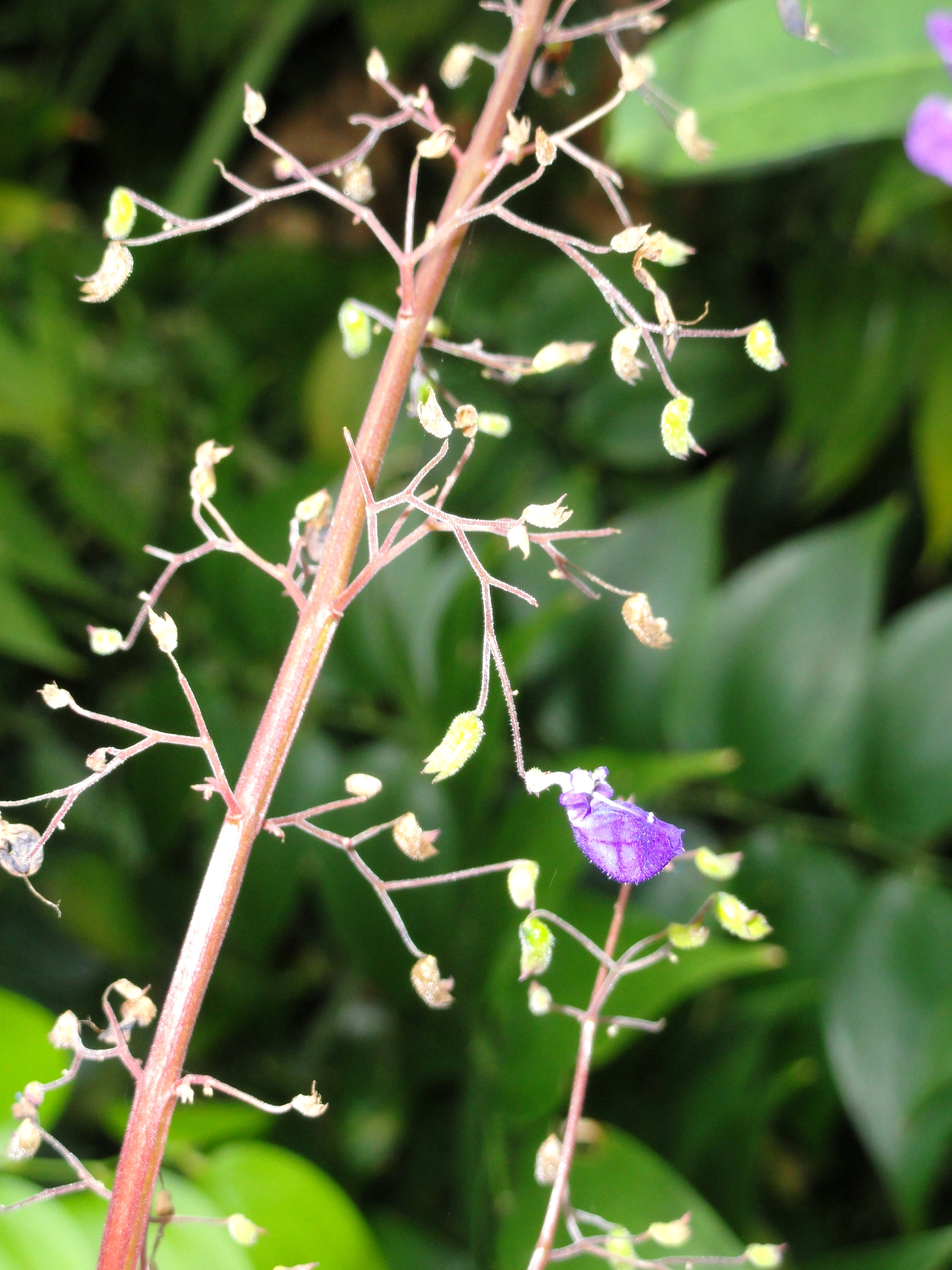